# Albert Frick (Skirennläufer)
Albert Frick (* 6. Juni 1949 in Balzers) ist ein ehemaliger liechtensteinischer Skirennläufer.

## Biografie
Bei den Olympischen Winterspielen 1968 in Grenoble startete Frick im Riesenslalom und landete auf Platz 56.